# Dubielno

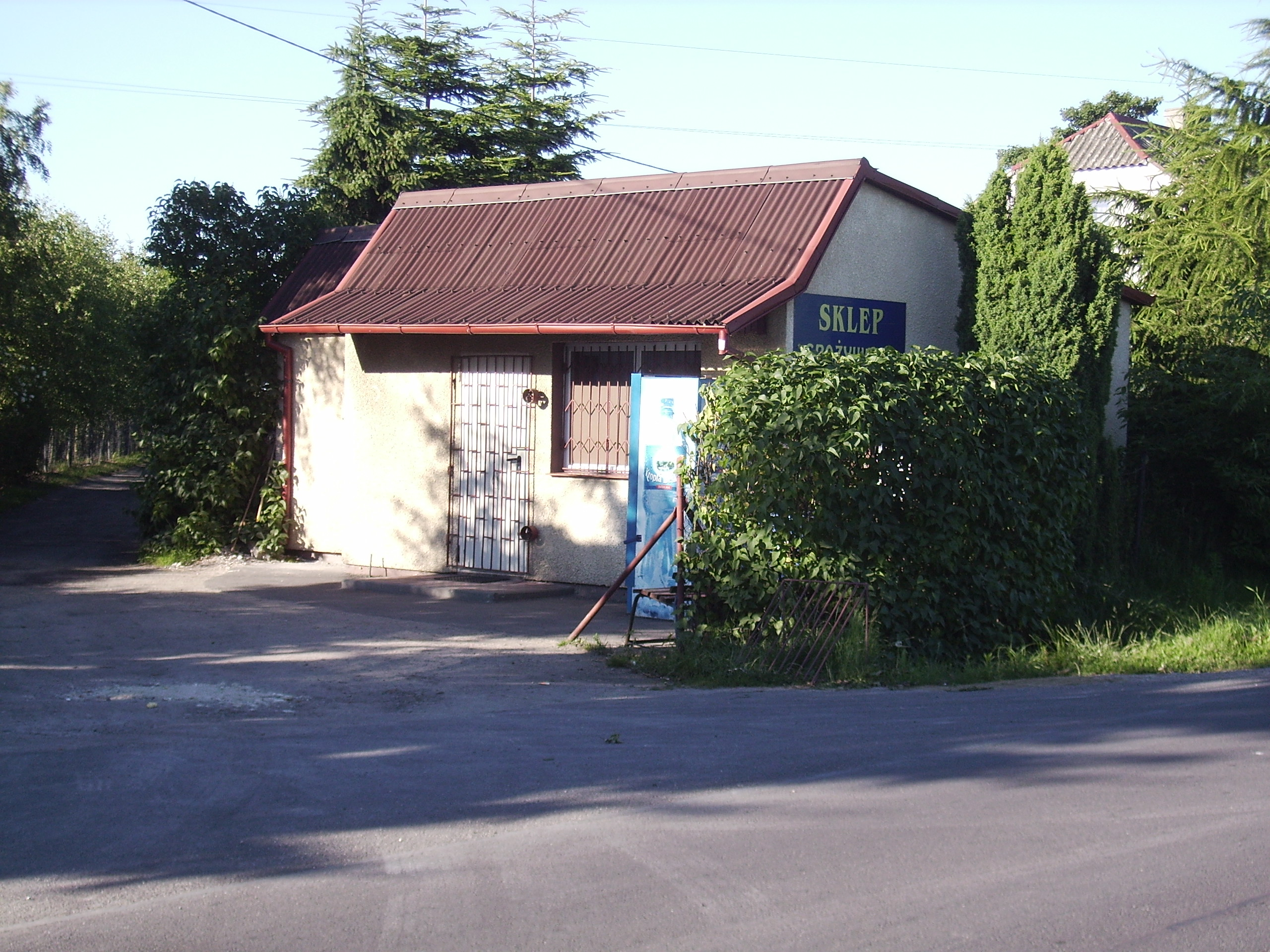
Tienda en Dubielno

Dubielno [pronunciación en polaco: /duˈbjɛlnɔ/] (en alemán: Dübeln) es un pueblo en el distrito administrativo de Gmina Papowo Biskupie, dentro del Distrito de Chełmno, Voivodato de Cuyavia y Pomerania, en el norte de Polonia. Se encuentra aproximadamente 5 kilómetros al este de Papowo Biskupie, 20 kilómetros al sudeste de Chełmno, y 25 kilómetros al norte de Toruń.